# Hubert von Leoprechting
Hubert Otto Freiherr von Leoprechting (* 2. Februar 1897 in Neuötting; † 12. Dezember 1940 im Konzentrationslager Mauthausen) war ein bayerischer Separatist, Agent, Publizist, Hochstapler und verurteilter Hochverräter, der 1922 in einen politischen Skandal der Weimarer Republik verwickelt war. Die „Leoprechting-Affäre“ war ein Höhepunkt der Spannungen zwischen Berlin und München sowie zwischen Berlin und Paris.

## Herkunft und Jugend
Sein Vater war Franz Xaver Karl Otto von Leoprechting (* 13. Dezember 1872; † 9. November 1939), seine Mutter Amalie von Cetto (* 8. Mai 1868; † 26. November 1940). Ihre Ehe wurde am 22. Mai 1894 geschlossen. Er hatte mehrere Geschwister. Die Familie Leoprechting ist ein altes bayerisches Adelsgeschlecht. Die Familie gehört zu den Nachfahren von Hedwig vom Gleiberg (etwa 939–993 n. Chr.).
Bei Kriegsausbruch im August 1914 befand sich der Abiturient Leoprechting auf einer Ferienreise zu Verwandten in Frankreich. Er wurde als Deutscher identifiziert und in einem Zivilgefangenenlager interniert. Erst nach Kriegsende wurde er Ende 1918 entlassen und kehrte, immer noch nicht volljährig, nach Deutschland zurück.
Nach seiner Rückkehr schrieb er sich 1919 an der Universität München ein. Ab Wintersemester 1918/19 war er für ein Jurastudium eingeschrieben und blieb dies auch für die folgenden Semester. Zumindest zeitweise schien er in ein Medizinstudium wechseln zu wollen. Er gehörte der studentischen Burschenschaft Danubia München an. Der Ehrenrat schloss ihn wegen Lügen und Diebstahl im September 1920 aus der Burschenschaft aus.
Leoprechting war Monarchist und gegen die sozialistische Führung des Freistaats Bayern eingestellt. Wie andere Mitglieder der Burschenschaft Danubia nahm er an der Niederschlagung der Räterepublik München teil.
Einer Zeitzeugin, der Tochter seiner Vermieterin, zufolge soll er sogar ein Komplize des Mordes an Ministerpräsident Kurt Eisner am 21. Februar 1919 gewesen sein: Die dahinter stehende Gruppe loste angeblich den Attentäter unter sich aus. Hätte Eisners Mörder Anton Graf von Arco auf Valley keinen Erfolg gehabt, wäre Leoprechting eingesprungen, um das Attentat zu Ende zu bringen. Es gibt aber keine belastbaren Belege für diese Vermutung.
Nach den Bürgerkriegsmonaten trat er, noch Student, mit dem Dienstgrad Schütze in das 1. Schützen-Regiment 41 der bayerischen Reichswehr ein. Wie lange er zur Reichswehr gehörte, die im Zuge des Versailler Vertrags drastisch verkleinert werden musste, ist nicht bekannt. Die Auflösung zahlreicher Einheiten war ein Kernmotiv für die Verschwörer des Kapp-Lüttwitz-Putsches. Leoprechting gründete 1919 auch eine Geheimgruppe „Bergland“, die offenbar Nähe zu den Kapp-Organisationen suchte. Nach dem Scheitern des Putsches wurde „Bergland“ 1920 aufgelöst. Übrig blieben Finanzprobleme. Um Geld zu beschaffen, soll Leoprechting zu „Unterschlagungen und Betrügereien“ gegriffen haben.

## Agent und Journalist

### Im Auftrag der Gesandtschaft Frankreichs
1920 eröffnete Frankreich in München seine 1914 geschlossene diplomatische Vertretung wieder, obwohl Bayern unter der neuen Reichsverfassung keine außenpolitischen Souveränitätsrechte mehr innehatte. Paris verfolgte in Süd- und Westdeutschland inoffiziell und auch mit subversiven Mitteln eine Politik, die den deutschen Nationalstaat schwächen, Separatisten und Autonomiebewegungen fördern sollte. Am 16. Juli 1920 übernahm der Gesandte Émile Dard den Posten. Bereits zwei Wochen später soll er Leoprechting kennengelernt haben. Von da an hielten sie engen Kontakt, und Leoprechting diente sich als Agent und publizistischer Helfer an. Die Motivlage blieb stets unklar; immer wieder wurde diffus auf seine französische Internierung während des Weltkriegs oder auf eine verzweigte Verwandtschaft in Frankreich hingewiesen.
Im späteren Hochverratsprozess wurde festgestellt, dass er vom Sommer 1920 bis Januar 1922 von Dard regelmäßige Zahlungen erhielt. Es soll sich um 3000 Mark im Monat und Sonderzahlungen gehandelt haben, Leoprechting zufolge insgesamt 50.000 Mark. Die Staatsanwaltschaft ging von 67.000 Mark aus. Er entwarf Organisations- und Propagandapläne, die im Sinne Frankreichs separatistische Bestrebungen fördern sollten. Er schlug vor, eine Art Nachrichtenbüro zu betreiben, das Informationen über Reichswehr, bayerische Einwohnerwehren, die Orgesch sowie rechtsradikale Parteien in Bayern sammeln sollte. Leoprechting geriet jedoch ins Visier der Polizei und setzte sich kurzzeitig nach Österreich ab. Er hatte Urkunden und Briefe gefälscht, um mit dem Namen des Kronprinzen Rupprecht von Bayern werben zu können.
Der Historiker Hans Fenske bezeichnet Leoprechting als „Einzelgänger, der auch im betont bayerischen Lager der [nationalen konservativen und rechtsradikalen] Bewegung keine Resonanz fand“. Dass sich der Gesandte Dard überhaupt mit ihm einließ, deutet Fenske als Mangel an Alternativen bei der Suche nach V-Leuten und Helfern in der Presse. Frankreich habe die im Versailler Vertrag vorgesehene Auflösung der bayerischen Einwohnerwehren durchgesetzt und damit alle Sympathie in rechts stehenden Kreisen verspielt. So habe es für nachrichtendienstliche Aufgaben nur noch Verbindungen zu „Einzelgängern und Phantasten“ und „krassen Einzelgängern“ herstellen können. Neben dem Fall Leoprechting führt Fenske als Beispiel die von Frankreich mitfinanzierte Fuchs-Machhaus-Verschwörung 1922/23 an, die einen Umsturz in Bayern und damit die Loslösung vom Reich erreichen wollte.

### Verleger und Herausgeber
Dem Bayern-Regionalhistoriker Wolfgang Zorn zufolge war Leoprechtings Auftrag und Absicht die Provokation einer Staatskrise, die bestehende Konflikte zwischen Berlin und München wechselseitig eskalieren sollte: Er „wollte durch übertreibende Nachrichten von bayerischem und kronprinzlichem [gemeint: Kronprinz Rupprecht von Bayern] Reichsverrat die Reichsregierung zu scharfen Maßnahmen und eben damit zur Auslösung des Bruches reizen.“
Im September 1921 gründete Leoprechting – vermutlich mit Einverständnis Dards – einen Informationsdienst. Die Neudeutsche Korrespondenz, kurz Endeko, erschien drei Mal wöchentlich. Sie richtete sich als Pressedienst, also journalistischer Artikelservice, an Zeitungsredaktionen. Leoprechting gelang es, 150 bis 200 Abonnenten zu gewinnen, darunter auch Empfänger in Frankreich. Eine Zusammenarbeit mit der kleinen Deutschen Nachrichtenagentur (Dena), Berlin, wurde angestrebt, kam aber wegen Leoprechtings hoher Geldforderungen nicht zu Stande. Die Artikel wurden nicht sehr häufig gedruckt. Daneben erschien das N. D. B. Nachrichtenblatt als vertraulicher, exklusiver Hintergrunddienst für Institutionen und Einzelpersonen. Die Dienste wurden als vervielfältigte Schreibmaschinentexte verschickt.
Leoprechting stellte sich dem Vertreter des Reichs in München, Julius Graf Zech, sowie in Berlin der Presseabteilung der Reichsregierung und dem (von Preußen verwalteten) Reichskommissariat für die Überwachung der öffentlichen Ordnung (RKO) vor. Er präsentierte sich als reichstreuer Journalist und als Vermittler in die reichsfreundliche bayerische Presse. Er warb Abonnements für seine Korrespondenz, versuchte politische Aufträge zu erlangen und sandte den Berliner Ämtern strategische Denkschriften zu, um die Bestrebungen von Separatisten und Monarchisten in Bayern einzudämmen. Das hatte teilweise Erfolg. Im späteren Hochverratsprozess wurde festgestellt, dass Leoprechting im Herbst und Winter 1921 aus Geheimfonds der Presseabteilung mindestens 30.000 Mark, vom Reichskommissariat mindestens 15.000 Mark für seine Berichte erhielt.
Es blieb auch im Hochverratsprozess und in späteren Parlamentsfragen unklar, mit welcher Absicht die Presseabteilung das Geld zahlte. Einerseits schien es plausibel, dass ihr Dirigent (Verwaltungschef), Arthur Schmidt-Elskop, Leprechtings „reichstreue“ Endeko direkt unterstützen wollte. Dem Reichstag gegenüber teilte Johannes Heinrich Hemmer, Staatssekretär der Reichskanzlei, mit, die 30.000 Mark seien ihm nur als Unterstützung für die Süddeutsche Presse übergeben worden, als deren Vertreter sich Leoprechting vorgestellt hatte. Die SP war eine kurzlebige Münchner Wochenzeitung (1920–1922). Der Vertrag mit dieser Zeitung war jedoch gefälscht; das Geld, das er Zeitungsgründer Franz Carl Endres aushändigen sollte, kam nie an, weil Leoprechting es unterschlug. Auch Leoprechtings Verkehr mit dem Münchner Reichsvertreter Graf Zech habe, so Hemmer, vor allem „Vorgänge geschäftlicher Art bei Münchener Zeitungen“ zum Inhalt gehabt. Tatsächlich lieferte Leoprechting interne Informationen über die Presselandschaft und schlug den Aufbau einer neuen, reichsfreundlichen Zeitung in München vor. Taktisch, so die Deutung des Historikers Hans Fenske, diente Leoprechting der Kontakt zu Zech auch als Tarnung seiner tatsächlichen Absichten.
Die Kontakte zum RKO, einem Inlandsgeheimdienst, der mit dem heutigen Staats- und Verfassungsschutz vergleichbar ist, waren anderer Natur. Leoprechting versprach, „dass er einen wohlaufgezogenen Nachrichtenapparat in München besitze, der sich vorwiegend mit der Beobachtung der rechtsbolschewistischen Bewegung befasse“ und wolle sein Nachrichtenmaterial gegen eine Monatspauschale zur Verfügung stellen.
Nach dem Mord an Walter Rathenau und anderen Anschlägen der Organisation Consul und anderen Gruppen versteckten sich viele Verfassungsfeinde und Terroristen in Bayern. Das Republikschutzgesetz von 1922 verschärfte die Verfolgung politischer Straftäter und ermöglichte den Durchgriff des Reiches in die Länder hinein. Die bayerische Regierung sah dies als Bedrohung für ihre Justizhoheit und wehrte sich heftig.
Leoprechtings Korrespondenzdienst, schriftliche und mündliche Berichte suggerierten den Berliner Behörden gefährliche Vorgänge von rechtsextremistischen Verschwörungen, Waffentransporten über eine Verschwörung zu einer Donauföderation bis zu einem Putsch. Er schlug vor, Kriminalpolizisten und ein Agentennetz zur ständigen Überwachung Bayerns einzusetzen. Die Vorgänge waren meist erfunden oder stark übertrieben. Sie konnten glaubwürdig wirken, weil es tatsächlich Aktivitäten dieser Art gab. Echtes und erfundenes Geschehen waren schwer auseinanderzuhalten. Leoprechting gewann das Vertrauen mehrerer hoher Beamter.
Schließlich schöpften Beamte aufgrund der undurchsichtigen, übertriebenen Berichte und hohen Bezugspreise Verdacht. Zur Jahreswende 1921/22 brachen die Berliner Behörden den Bezug seiner teuren Dienste ab. Der Historiker Hans Fenske nennt den Inhalt der Berichte „abenteuerlich“. In seiner Deutung zeigte der Vorgang, „auf wie unsicherem Boden das Nachrichtenwesen stand und wie leicht Gerüchte oder erfundene Berichte für bare Münze genommen wurden.“ Zwar war Leoprechting nur einige Monate auf diese Weise aktiv, aber „der Fall Leoprechting belastete die Beziehungen zwischen Bayern und Reich erheblich“.
In München begann die Staatsanwaltschaft aufgrund seiner Kontakte zur französischen Gesandtschaft zu ermitteln. Hochverrat stand im Raum, weil Leoprechtings Aktivitäten einen Teil des Staatsgebiets abgetrennt und unter den Einfluss einer fremden Macht gebracht hätten; Landesverrat stand im Raum, weil er offenbar Informationen aus deutschen Behörden beschaffte, die er an den Gesandten Dard und das französische Außenministerium weitergab.
Die umfangreiche Akte der Reichskanzlei mit Leoprechtings Schreiben ist digital für die Öffentlichkeit im Webdienst Invenio des Bundesarchivs zugänglich.

### Verhaftung und Hochverratsprozess
Leoprechting fürchtete mit seinem Doppelspiel aufzufliegen. Am 18. Januar 1922 floh er aus München nach Berlin. Dort bat er bei der Reichsregierung um Schutz und erstattete Anzeige gegen die Polizei München. Stattdessen wandte sich die preußische Polizei gegen ihn. Er wurde am 3. April 1922 in einem Berliner Hotel festgenommen.
Schon vor seiner Festnahme sickerten ab März 1922 die Zusammenhänge durch. Daraus entwickelte sich ein öffentlicher Skandal, der die diplomatischen Beziehungen zwischen Bayern und dem Reich sowie zwischen Deutschland und Frankreich stark belastete. Nach Leoprechtings Verhaftung benutzten der Ministerpräsident Hugo Graf Lerchenfeld (BVP), der Pressechef der bayerischen Landesregierung, Hans Eisele, die Bayerische Volkspartei (BVP) und die Bayerische Mittelpartei (Landesverband der DNVP) den Fall, um dem Medienhistoriker Matthias Lau zufolge „die reichsfeindliche Stimmung zu stärken“.
Das im Juli 1922 öffentlich verhandelte Hochverratsverfahren vor dem Volksgericht München I unter Vorsitz von Karl Hass zog sehr große Aufmerksamkeit der Presse in ganz Deutschland auf sich. Die Volksgerichte waren bei schweren Straftaten genutzte Sondergerichte in Bayern, die neben der ordentlichen Gerichtsbarkeit standen. Sie fällten zahlreiche Urteile in politischen Fällen. Sie verstießen eigentlich gegen die Reichsverfassung, wurden jedoch erst 1924 aufgelöst.
Das Gericht urteilte am 3. Juli 1922 einstimmig, Leoprechting sei des vollendeten Hochverrats schuldig. Er wurde zu lebenslänglichem Zuchthaus und Aberkennung der bürgerlichen Ehrenrechte auf Lebenszeit verurteilt. In der Urteilsbegründung hieß es: „Der Angeklagte Hubert Freiherr von Leoprechting ist durch die Verhandlung moralisch gerichtet. Er ist ein gewohnheitsmäßiger Urkundenfälscher, ein charakterloser Intrigant, ein gewissenloser, erbärmlicher Vaterlandsverräter, ein infamer, ehrloser Schurke.“ Ausdrücklich bedauerten die Richter in ihrem Urteil die gesetzliche Begrenzung der Höchststrafe auf lebenslänglich Zuchthaus: Die einzig angemessene Strafe wäre der Tod unter dem Fallbeil oder am Galgen gewesen.

### Folgen der Affäre
Leoprechting leugnete nichts. Seine Geständigkeit wurde von der Öffentlichkeit als seltener Einblick in die Wirklichkeit der Politik als schmutziges Geschäft wahrgenommen. Während sein Wahlverteidiger das Mandat niederlegte und sein Pflichtverteidiger mehrmals vergeblich versuchte, sich der Aufgabe zu entziehen, erzählte Leoprechting gegenüber Staatsanwalt und Gericht ausführlich von allen Vorgängen. Er nannte seine Aktivitäten selbst eine „Schweinerei“ und die dazu geschaffene Organisation eine „Tendenzfabrik“. Karikatur und Satire griffen es auf. Die Münchner Zeitschrift Jugend reimte: „Wahrhaftiglich – trotz Schufterei und Stank, – / Man schuldet dem Halunken guten Dank: / Ließ je einmal von hinter den Kulissen / Ein Staatsmann es den Steuerzahler wissen, / Dass diese ganz geheime Politik / Teils Schweinerei und teils Tendenzfabrik?“
Die detaillierte Anklageschrift und Urteilsschrift sowie die intensive Presseberichterstattung führten zu politischen Nachspielen – darunter einem Notenwechsel zwischen Frankreich und Deutschland in Bezug auf Aussagen vor dem Gericht, im Bayerischen Landtag und im Deutschen Reichstag.

Im Landtag brachten die Koalitionsparteien BVP und BMP eine Interpellation ein, die dem Historiker Hans Fenske zufolge „als Anklage gegen das Reich gedacht“ war. Er verweist insbesondere auf die Zuspitzung des BVP-Abgeordnete Joseph Graf von Pestalozza: „Das Urteil im Falle Leoprechting ist nicht nur eine Verurteilung dieses Hochverräters, es ist gleichzeitig eine Verurteilung der Reichsregierung und ihres Vertreters, des Grafen Zech“. In dieser Debatte griff auch Ministerpräsident Lerchenfeld (BVP) sowohl den Verurteilten als auch seine Auftraggeber und Kunden scharf an. Er verurteilte die „Hetze“ gegen Bayern, die „Bespitzelung“ und „Überwachung“ seines Landes:
Leoprechting hat im Solde fremder Mächte die Trennung zwischen Süd und Nord betrieben. Er hat seine Pläne dadurch gefördert, dass er gleichzeitig in Berlin durch mehr als 15 Monate unter der Maske des Reichsfreundes Bayern und seine Regierung verdächtigt hat, Bestrebungen zur Losreißung vom Reich und gewaltsame Änderungen der Staatsform zu begünstigen. Leoprechting ließ auch die heimliche Überwachung Bayerns durch Berliner Stellen herbeiführen, um das Verhältnis zwischen Bayern und dem Reich zu trüben. Dem Angeklagten erschien als geeignetes Mittel zur Verhetzung von Nord und Süd die Erweckung von Misstrauen bei der deutschen Regierung. […] Ergebnisse des Leoprechting-Prozesses lassen keinen Zweifel darüber, dass einflussreiche Beamte der Reichspresse-Abteilung und des preußischen Staatskommissariats sich seiner bedient haben, um Geheimnachrichten über politische Vorgänge in Bayern zu erhalten!
Zu den Folgen der Affäre gehörten personelle Konsequenzen. Der kompromittierte französische Gesandte Dard nahm im Frühjahr 1922 einen Urlaub, aus dem er nicht mehr zurückkehrte. Nominell wurde er erst 1924 abberufen. Der Reichsvertreter Graf Zech wurde im Sommer 1922 nach Helsinki versetzt. Mehrere Mitarbeiter der Presseabteilung der Reichsregierung und des Staatskommissars wurden in andere Wirkungskreise versetzt.

## Nach der Haft
Leoprechting verbüßte die Zuchthausstrafe nur bis 1927. Nach sechs Jahren Haft wurde er im Zuge einer bayerischen Weihnachtsamnestie freigelassen. Seine lebenslange Strafe wurde in acht Jahre umgewandelt. Die Begnadigung erließ ihm die verbliebenen zwei Jahre. Er strebte erfolglos ein Wiederaufnahmeverfahren an, um sich voll zu rehabilitieren.
Um 1929/30 war er als Geschäftsführer einer Art Darlehensvermittlung tätig, der sich den Mantel einer genossenschaftlichen Selbsthilfevereinigung umhängte. Er vertrat als „Verbandsdirektor“ den nicht rechtsfähigen Verein „Erste Deutsche Mittelstands- und Beamtenkredithilfe“ in München. Seine windigen Geldgeschäfte führten abermals zu Unterschlagungs- und Betrugsvorwürfen und juristischen Auseinandersetzungen mit Banken und Privatleuten; er tauchte unter.
Später war er in unbekannter Funktion in einer Münchner Rechtsanwaltskanzlei tätig. Er gab die Stellung 1933 auf, nachdem er wiederholt bei Betrugsversuchen und Hochstapelei erwischt worden war. Als er unter falschem Namen als angebliche „Exzellenz“, als Vizeminister außer Dienst in einem Hotel in Frankfurt am Main abstieg und seine Rechnungen nicht bezahlte, fiel er auf, wurde verhaftet und zu drei Monaten Gefängnis verurteilt.
Aus unbekannten Gründen wurde Leoprechting am 16. Februar 1935 in „Schutzhaft“ genommen und als Häftling Nr. 14022 in das Konzentrationslager Dachau eingewiesen. Am 27. September 1939 wurde er in das Konzentrationslager Mauthausen in Österreich überführt. Dort wurde er im Alter von 48 Jahren am 12. September 1940 ermordet.